# أدب الجرحى
أدب الجرحى أو أدب الندبات (بالصينة: 伤痕文学) هو نوع من الأدب الصيني ظهر في أواخر السبعينيات خلال فترة " Boluan Fanzheng "، بعد فترة وجيزة من وفاة ماو تسي تونغ، يصور معاناة الكوادر والمثقفين خلال التجارب المأساوية للثورة الثقافية وحكم عصابة الأربعة.

## خلفية تاريخية
خلال فترة Boluan Fanzheng، يتوافق نمو أدب الجرحى مع ربيع بكين، وهي فترة انفتاح أكبر في المجتمع الصيني؛ حتى أن أدب الجرحى وُصف بأنه «حركة مائة زهرة ثانية». على الرغم من أن أدب الجرحى يركز على الصدمة والقمع، وقد وُصف بأنه سلبي إلى حد كبير، إلا أن الحب والإيمان ظلوا موضوعاته الرئيسية؛ لم يكن ممارسوها في العادة يعارضون الشيوعية، ولكن على العكس احتفظوا بالإيمان بقدرة الحزب على تصحيح مآسي الماضي، و«اعتنقوا الحب كمفتاح لحل المشكلات الاجتماعية». بغض النظر، على الرغم من الترحيب بكتاباتهم باعتبارها إيذانًا بإحياء تقليد الواقعية الاشتراكية في الفنون، إلا أنها في الواقع تمثل خروجًا عن هذا التقليد، حيث لم تعد خاضعة لسيطرة الحزب، ولم تكن ملزمة بخدمة الغرض من التثقيف السياسي للجماهير.

## أمثلة
تم الاتفاق بشكل عام على أن النموذج الأول لهذا النوع هو قصة لو شينهوا عام 1978 بعنوان «الندبة»، والتي هاجمت النفاق والفساد الرسميين. قصة ليو شينو القصيرة عام 1977 "The Class Monitor" (班主任) تم وصفه أيضًا بأنه رائد أدب الجرحى، على الرغم من أن هذا التقييم محل خلاف.
كان معظم المؤلفين الممثلين في ذلك الوقت في الثلاثينيات والأربعينيات من العمر؛ عملوا كُتَّاب ومحررين يتقاضون رواتب، ونشروا أعمالهم في المجلات الأدبية التي ترعاها الدولة. كان للغضب الأخلاقي الذي عبرو عنه في أعمالهم؛ صدى لدى الجمهور، مما ساهم في شعبيتها.
لا يمكن تصنيف جميع أعمال المؤلفين الذين عاشوا خلال الثورة الثقافية على أنها أدب جرحى. زانج تشانزي (zhang Chengzhi) على وجه الخصوص معروف بمثاليته فيما يتعلق بتجاربه خلال الثورة الثقافية. وقد وصفت أعماله مثل Black Steed و Rivers of the North بأنها دحض «للنزعة السلبية لأدب الجرحى».

## استجابات
ومع ذلك، فهذا النوع من الأدب لم يحصل على تصريح مجاني من مؤسسة الحزب. بسبب انتقاداته للحزب الشيوعي وماو نفسه، فضلاً عن تعرضه لمشاكل اجتماعية. تعرض لهجوم من قبل المحافظين في وقت مبكر من عام 1979. أشارت أحداث مثل محاكمة وي جينغ شنغ الكتاب إلى وجود حدود للمناقشة المفتوحة للأخطاء السابقة للحزب، وبعد انتهاء محاكمة عصابة الأربعة، أصبح المناخ السياسي باردًا بشكل كبير. في النهاية، بدأت الحكومة في قمع أدب الجرحى كجزء من حملة أوسع ضد «الليبرالية البرجوازية». قدم دنغ شياو بينغ نفسه دعمًا كبيرًا للحملة، على الرغم من أن عودته إلى السياسة الصينية بعد خزيه السابق وانتصاره السياسي على منافسه هوا جوفينج اعتمد بشدة على نبذ الماوية المتأصلة في أدب الجرحى، وتأثيرها على الرأي العام.  كانت الحملة ضد هذا الأدب في حد ذاتها غير عادية من حيث أنه، على عكس الحملات السابقة ضد الليبرالية، اقتصرت الانتقادات الرسمية بشكل عام على الهجمات على محتواها، بدلاً من شجب الأفراد.